# Salonka

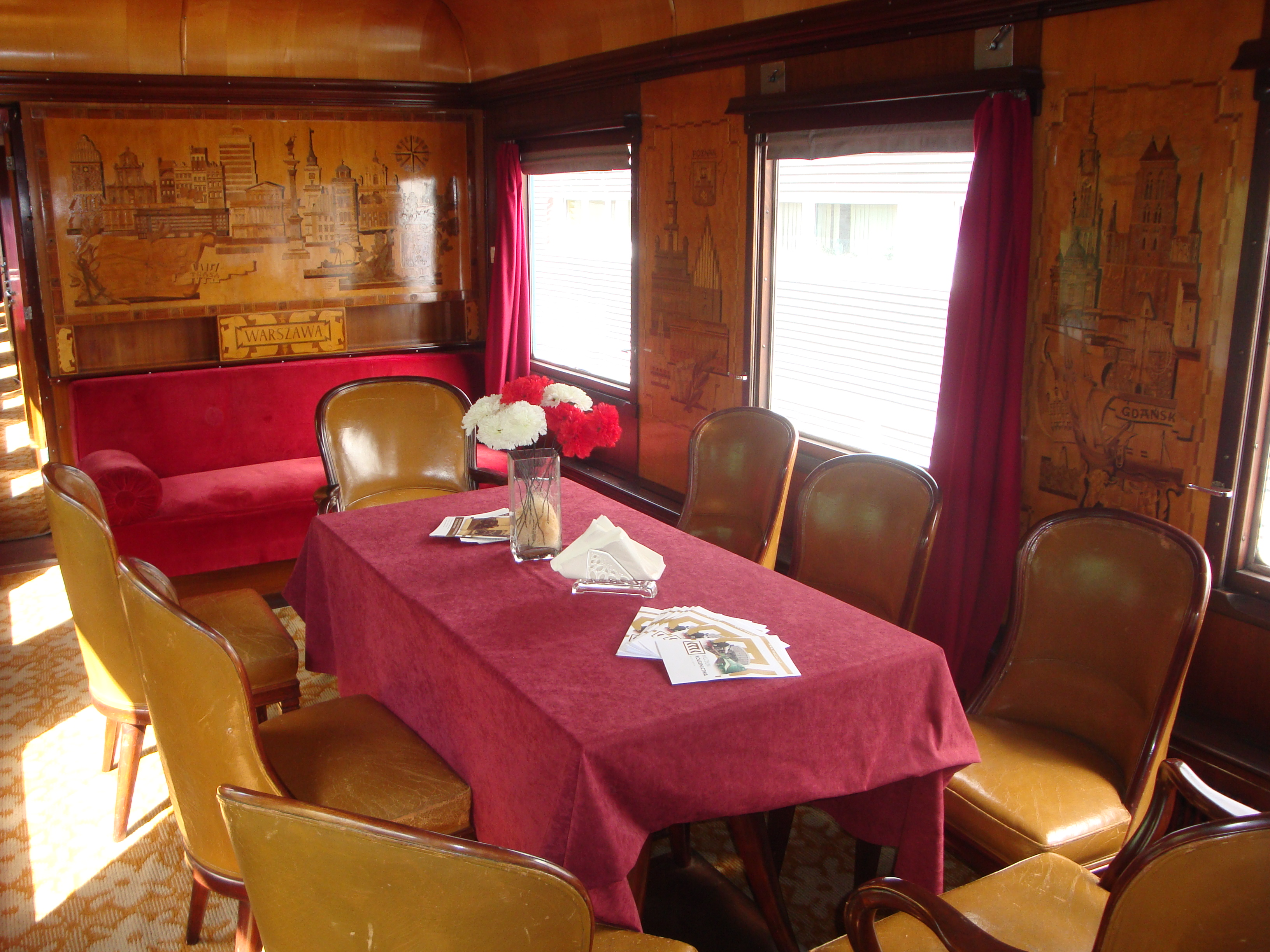
Salonka

Salonka, wagon salonowy – specjalnie umeblowany, komfortowy wagon kolejowy przeznaczony do użytku wysokich urzędników lub władców, niekiedy innych osób. Wagony salonowe są własnością przewoźnika, udostępnianą na zamówienie, albo należą do osoby z nich korzystającej (np. władcy państwa). W Polsce normalnotorowymi salonkami dysponują PKP Intercity. 
Wagony tego rodzaju nie są w całości dzielone na przedziały, wydzielane są jednak przedziały do spania dla najwyżej kilku (7–10) osób, gabinet do pracy, a także większa część ze stołem i krzesłami oraz wyposażeniem audiowizualnym. Jeśli salonka nie kursuje w ramach większego specjalnego składu, to zwykle mieści również kuchnię i łazienkę. Salonki przeznaczone do prywatnego użytku władców państw nierzadko są bardzo bogato wyposażane i zdobione.
Salonki w Polsce są malowane całkowicie na zielono. Oprócz typowych czerwonych świateł oznaczających koniec pociągu mają także światła niebieskie (sygnał Tb 2) oznaczające, że wagon nie jest złączony z pociągiem.

## Oznaczenia

### Literowe[2]
Obecnie na PKP – a

do 1985 – s

Typ wagonu – S

### Numeryczne
Przepisy RIC druga grupa liczb – 99